# Polyalthia pisocarpa
Polyalthia pisocarpa este o specie de plante din genul Polyalthia, familia Annonaceae. A fost descrisă pentru prima dată de Justus Carl Hasskarl, și a primit numele actual de la Ian Mark Turner. Conform Catalogue of Life specia Polyalthia pisocarpa nu are subspecii cunoscute.